# Grandma's Boy (2006)
Grandma's Boy is een Amerikaanse komediefilm uit 2006  geschreven door Allen Covert en Nick Swardson, die ook de hoofdrollen vertolken. De film ontving slechte recensies.

## Plot
35-jarige Alex moet bij zijn oma wonen.

## Rolverdeling
- Allen Covert - Alex
- Nick Swardson - Jeff
- Doris Roberts - Grandma Lilly
- Linda Cardellini - Samantha
- Shirley Jones - Grace
- Shirley Knight - Bea